# Drymeia totipilosa
Drymeia totipilosa är en tvåvingeart som beskrevs av Fan 1988. Drymeia totipilosa ingår i släktet Drymeia och familjen husflugor. Inga underarter finns listade i Catalogue of Life.